# Liste der Biografien/Breu
Liste der Biografien |
Portal Biografien |
Personensuche
# |
A |
B |
C |
D |
E |
F |
G |
H |
I |
J |
K |
L |
M |
N |
O |
P |
Q |
R |
S |
T |
U |
V |
W |
X |
Y |
Z |
?
 
Ba |
Be |
Bd |
Bg |
Bh |
Bi |
Bj |
Bl |
Bm |
Bn |
Bo |
Br |
Bs |
Bu |
Bw |
By |
Bz
 
Bra |
Brc |
Brd |
Bre |
Brg |
Bri |
Brj |
Brk |
Brl |
Brn |
Bro |
Brp–Brt |
Bru |
Brv |
Bry |
Brz
 
Brea |
Breb |
Brec |
Bred |
Bree |
Bref |
Breg |
Breh |
Brei |
Brej |
Brek |
Brel |
Brem |
Bren |
Breo |
Brep |
Breq |
Brer |
Bres |
Bret |
Breu |
Brev |
Brew |
Brex |
Brey |
Brez
Die Liste der Biografien führt alle Personen auf, die in der deutschsprachigen Wikipedia einen Artikel haben. Dieses ist eine Teilliste mit 256 Einträgen von Personen, deren Namen mit den Buchstaben „Breu“ beginnt.

## Breu
- Breu, Beat (* 1957), Schweizer Radrennfahrer
- Breu, Jörg der Ältere († 1537), deutscher Maler
- Breu, Jörg der Jüngere († 1547), deutscher Maler
- Breu, Martina (* 1972), deutsche Leichtathletin
- Breu, Michael (1890–1941), deutscher Landrat
- Breu, Reinhold (* 1970), deutscher Fußballspieler
- Breu, Simon (1858–1933), deutscher Komponist und Musiklehrer
- Breu, Walter (* 1949), deutscher Slawist

### Breuc
- Breuch-Moritz, Monika (* 1953), deutsche Meteorologin, Präsidentin des BSH
- Breucker, Hermann (1911–1974), deutscher Grafiker und Bildhauer
- Breucker, Kurt (* 1934), deutscher Jurist
- Breuckmann, Manfred (* 1951), deutscher Hörfunkmoderator und Sportreporter

### Breue
- Breuel, Birgit (* 1937), deutsche Politikerin (CDU), MdHBBirgit Breuel (* 1937)

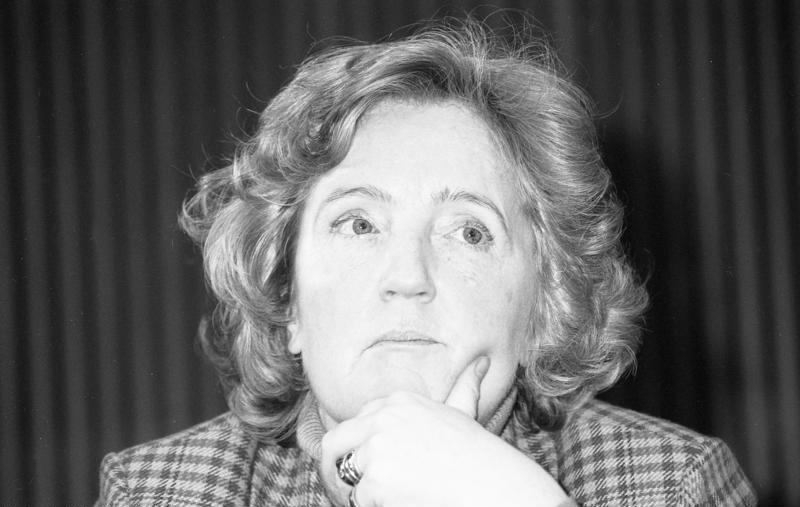
Birgit Breuel (* 1937)

- Breuel, Ludwig (1897–1973), deutscher Fußballspieler
- Breuel, Nikolaus (* 1960), deutscher Manager und Schriftsteller
- Breuer, Andy (* 2005), deutscher Fußballspieler
- Breuer, Annabel (* 1992), deutsche Rollstuhlbasketballspielerin
- Breuer, Bernhard (1808–1877), deutscher Cellist, Komponist und Musikalienhändler
- Breuer, Bert (1936–2023), deutscher Maschinenbauingenieur
- Breuer, Carl (1872–1960), deutscher Maler und Bühnenbildner
- Breuer, Carl (1900–1990), deutscher Kriminaldirektor
- Breuer, Carl (* 1902), deutscher Manager, Vorstandsvorsitzender der Allgäuer Alpenmilch AG
- Breuer, Carolyn (* 1969), deutsche Jazz-Musikerin
- Breuer, Carsten (* 1964), deutscher GeneralCarsten Breuer (* 1964)

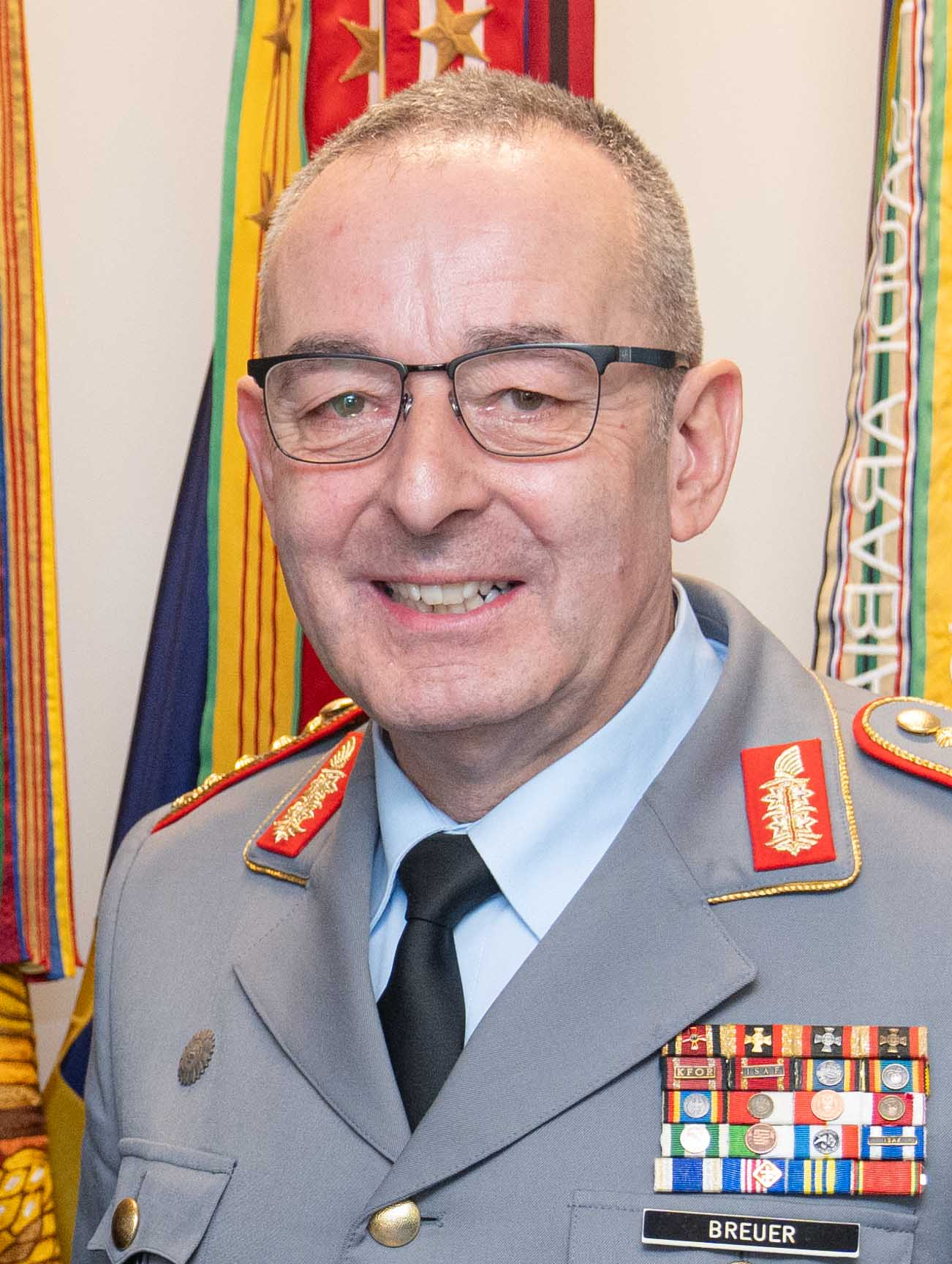
Carsten Breuer (* 1964)

- Breuer, Christian (1939–2017), deutscher Fußballspieler
- Breuer, Christian (* 1976), deutscher Eisschnellläufer
- Breuer, Christoph (* 1971), deutscher Sportökonom, Sportsoziologe Hochschullehrer
- Breuer, Christoph (* 1983), deutscher Radrennfahrer
- Breuer, Clemens (* 1964), deutscher Theologe
- Breuer, Daniel (* 1977), deutsch-chilenischer Schriftsteller
- Breuer, David (* 1982), deutscher Handballspieler und -trainer
- Breuer, Dirk (* 1977), deutscher Kommunalpolitiker (CDU), Bürgermeister der Stadt Hürth
- Breuer, Elisabeth (* 1984), österreichische Opernsängerin (Sopran)
- Breuer, Elise (* 1872), deutsche Opernsängerin (Sopran)
- Breuer, Ferdinand (1870–1946), deutscher Arzt
- Breuer, Florian (1916–1994), deutscher Maler und Bildhauer
- Breuer, Florian (* 1997), deutscher Kanuslalom-Athlet
- Breuer, Franz Josef (1914–1996), deutscher Komponist und Musikproduzent
- Breuer, Franz-Josef (* 1948), deutscher Fußballspieler
- Breuer, Frederik (* 2002), deutscher Ruderer
- Breuer, Friedrich Ludwig (1786–1833), deutscher Diplomat, Dichter und Übersetzer
- Breuer, Fritz (1896–1965), deutscher Chirurg
- Breuer, Fritz (1929–2017), deutscher Fußballspieler
- Breuer, Georg (1919–2009), österreichischer Journalist
- Breuer, Gerd (* 1959), deutscher Jazz-Schlagzeuger, Komponist und Musikproduzent
- Breuer, Gerda (* 1948), deutsche Kunsthistorikerin, Professorin für Kunst- und Designgeschichte und Schriftstellerin
- Breuer, Grit (* 1972), deutsche LeichtathletinGrit Breuer (* 1972)

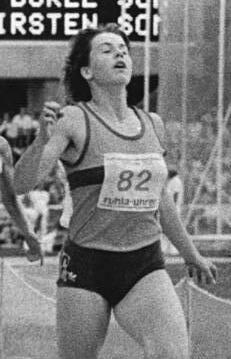
Grit Breuer (* 1972)

- Breuer, Guido M. (* 1967), deutscher Eifelkrimiautor
- Breuer, Hajo F. (1954–2014), deutscher Science-Fiction-Autor, Redakteur und Herausgeber
- Breuer, Hans (1869–1961), deutscher Fotograf
- Breuer, Hans († 1929), deutscher Opernsänger (Tenor)
- Breuer, Hans (1883–1918), deutscher Arzt und Volksliedersammler
- Breuer, Hans (1930–2021), deutscher Politiker (SPD), Oberbürgermeister von Augsburg
- Breuer, Hans (1933–2020), deutsch-südafrikanischer Biophysiker
- Breuer, Hans-Hermann (1900–1971), deutscher Historiker und Theologe
- Breuer, Hans-Jürgen (* 1953), deutscher Autor und Volkswirtschaftler
- Breuer, Harry (1903–1977), deutscher Maler und Bühnenbildner
- Breuer, Helmut (1944–1963), deutscher Arbeiter, Todesopfer an der innerdeutschen Grenze
- Breuer, Heribert (* 1945), deutscher Komponist und Dirigent
- Breuer, Hermann (1942–2023), deutscher Jazzmusiker
- Breuer, Horst (* 1943), deutscher Anglist und Literaturwissenschaftler
- Breuer, Isaac (1883–1946), deutscher Philosoph
- Breuer, Jacob († 2008), deutsch-israelischer Jurist
- Breuer, Jacques (1892–1971), belgischer Archäologe
- Breuer, Jacques (1956–2024), österreichischer Schauspieler, Synchronsprecher und Filmregisseur
- Breuer, Jean (1938–2025), deutscher Bahnradsportler
- Breuer, Johann Adolf (1831–1906), deutscher Gutsbesitzer und Politiker, MdR
- Breuer, Johann Alfred (1866–1932), österreichischer Tapezierermeister und Politiker (CS)
- Breuer, Johann Friedrich (1705–1769), deutscher lutherischer Pfarrer in Ostpreußen
- Breuer, Johann Georg, deutscher Münzmeister und Medailleur
- Breuer, Johann Gregor (1821–1897), deutscher Lehrer und Sozialpädagoge
- Breuer, Josef (1842–1925), österreichischer Arzt, Physiologe und PhilosophJosef Breuer (1842–1925)

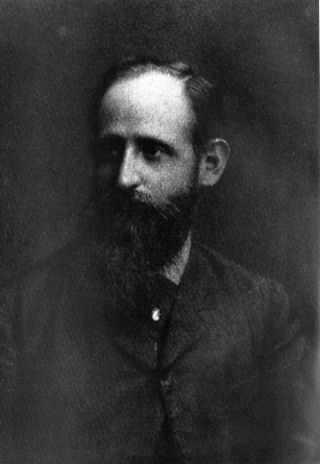
Josef Breuer (1842–1925)

- Breuer, Josef, deutscher Erpresser und Mordbeschuldigter
- Breuer, Josef (1903–1981), deutscher Schachkomponist
- Breuer, Joseph (1874–1953), deutscher Kommunalpolitiker
- Breuer, Judith (* 1964), deutsche Sammlerin von Weihnachtsartikeln und Ausstellungsmacherin
- Breuer, Kajo (* 1948), saarländischer Politiker (Bündnis 90/Die Grünen)
- Breuer, Karl Hugo (1924–2009), deutscher Sozialarbeiter, Wegbereiter der Jugendsozialarbeit
- Breuer, Kati (* 1968), deutsche Musikpädagogin und Autorin von Kinderliedern
- Breuer, Lars (* 1974), deutscher bildender Künstler der Moderne
- Breuer, Leo (1893–1975), deutscher Maler, Zeichner und Bildhauer
- Breuer, Lyn (* 1951), australische Politikerin (Labor Party), Sprecherin des South Australian House of Assembly
- Breuer, Manfred (1929–2011), deutscher Mathematiker
- Breuer, Marcel (1902–1981), ungarisch-deutsch-amerikanischer Architekt und DesignerMarcel Breuer (1902–1981)

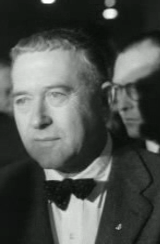
Marcel Breuer (1902–1981)

- Breuer, Margareta (1928–2023), deutsche Sozialarbeiterin und Hochschullehrerin
- Breuer, Maria (* 1953), deutsche Fußballtorhüterin
- Breuer, Marita (* 1953), deutsche Schauspielerin
- Breuer, Marten (* 1971), deutscher Jurist und Hochschullehrer
- Breuer, Michael (* 1965), deutscher Politiker (CDU), MdL, Verbandspräsident, Aufsichtsratsvorsitzender
- Breuer, Miles J. (1889–1945), amerikanischer Arzt und Science-Fiction-Autor
- Breuer, Mordechai (1918–2007), israelischer Historiker
- Breuer, Mordechai (1921–2007), israelischer Rabbiner
- Breuer, Otto (1897–1938), österreichischer Architekt und Möbeldesigner
- Breuer, Pascal (* 1966), französischer Schauspieler
- Breuer, Paul (* 1950), deutscher Politiker (CDU) und Pädagoge, MdB (1983–2003) und Landrat Kreis Siegen-Wittgenstein (2003–2014)
- Breuer, Paul (1972–2019), deutscher Rechtsextremist und Neonazi
- Breuer, Peter († 1541), sächsischer spätgotischer Bildhauer und Bildschnitzer
- Breuer, Peter (1856–1930), deutscher Bildhauer und Hochschullehrer
- Breuer, Peter (* 1946), deutscher Tänzer und Choreograf
- Breuer, Peter Josef (1908–1991), deutscher Grafiker
- Breuer, Philipp (1811–1851), deutscher Theaterschauspieler
- Breuer, Raphael (1881–1932), jüdisch-orthodoxer Religionsgelehrter, Bibelkommentator und Gemeinderabbiner
- Breuer, Reiner (* 1969), deutscher Politiker (SPD), MdLReiner Breuer (* 1969)

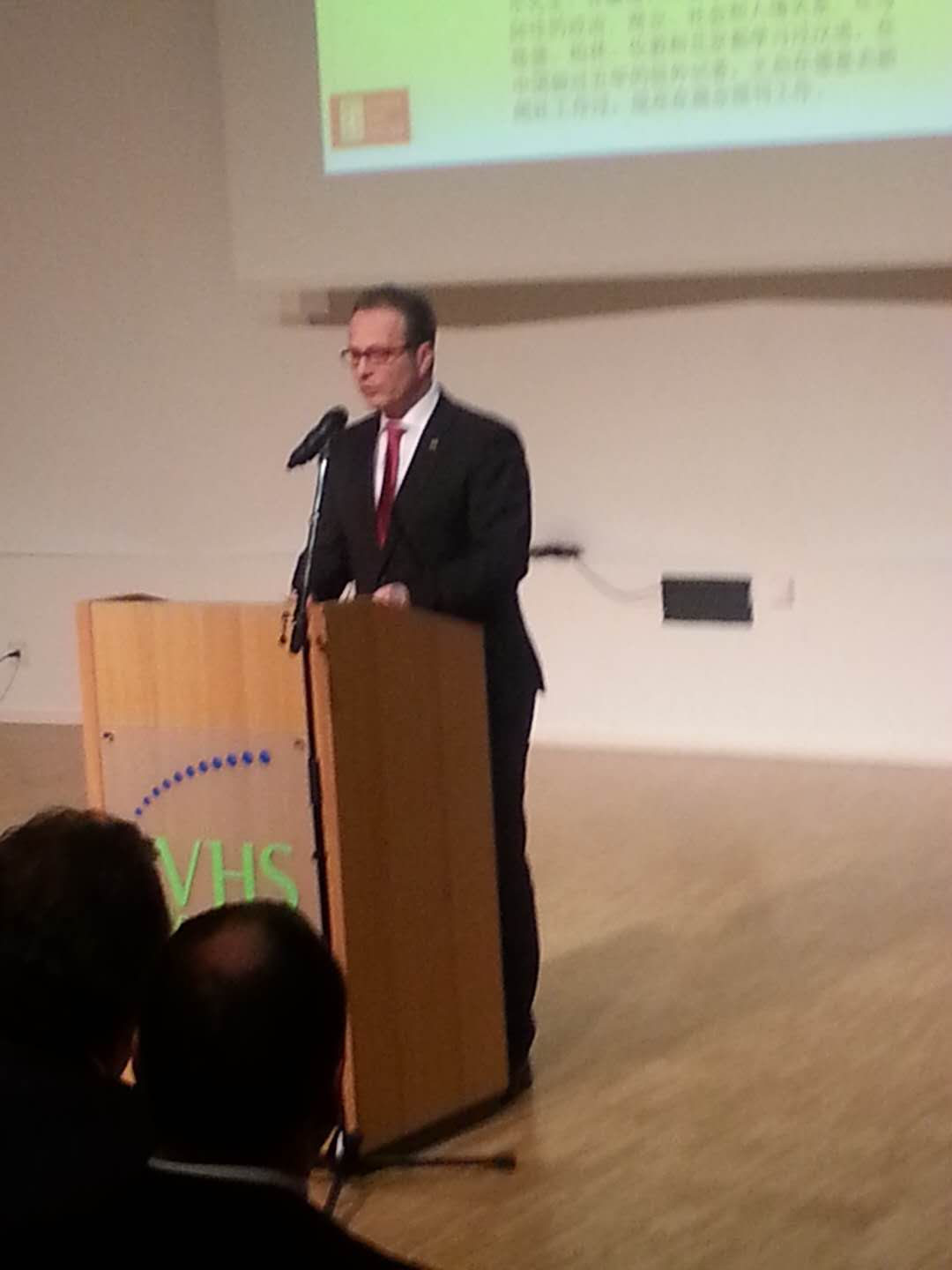
Reiner Breuer (* 1969)

- Breuer, Reinhard (* 1946), deutscher Astrophysiker und Wissenschaftsjournalist
- Breuer, Renate, deutsche Handballspielerin
- Breuer, Renate (* 1939), deutsche Kanutin
- Breuer, Richard (1865–1945), österreichischer Zahnarzt und Obermedizinalrat in Wien
- Breuer, Rita (* 1938), deutsche Sammlerin von Weihnachtsartikeln und Ausstellungsmacherin
- Breuer, Rita (* 1963), deutsche Islamwissenschaftlerin und Referatsleiterin des Bundesamtes für Verfassungsschutz
- Breuer, Robert (1878–1943), deutscher Journalist und Publizist
- Breuer, Robert (1909–1996), austroamerikanischer Journalist und Musikkritiker
- Breuer, Rolf (* 1940), deutscher Anglist und Literaturtheoretiker
- Breuer, Rolf-Ernst (1937–2024), deutscher Bankmanager
- Breuer, Rüdiger (* 1940), deutscher Rechtswissenschaftler
- Breuer, Salomon (1850–1926), deutsch-ungarischer Rabbiner
- Breuer, Samson (1891–1974), deutschstämmiger israelischer Mathematiker
- Breuer, Siegfried (1906–1954), österreichischer Theater- und FilmschauspielerSiegfried Breuer (1906–1954)

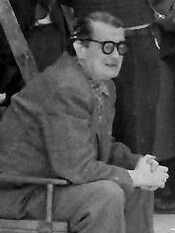
Siegfried Breuer (1906–1954)

- Breuer, Siegfried (1947–2018), deutscher Politiker (SPD), MdBB
- Breuer, Siegfried jr. (1930–2004), österreichischer Schauspieler
- Breuer, Stefan (* 1948), deutscher Soziologe
- Breuer, Theo (1909–1980), deutscher Fußballspieler
- Breuer, Theo (* 1956), deutscher Schriftsteller und Herausgeber
- Breuer, Theresa (* 1986), deutsche Journalistin, Fotografin, Filmemacherin und Aktivistin
- Breuer, Thomas (1966–2023), österreichischer Mathematiker
- Breuer, Thomas C. (* 1952), deutscher Kabarettist, Autor
- Breuer, Tilmann (1931–2022), deutscher Kunsthistoriker und Denkmalpfleger
- Breuer, Torsten (* 1954), deutscher Kameramann und Filmmusiker
- Breuer, Ulrich (* 1959), deutscher Germanist
- Breuer, Walter (1881–1948), deutscher Verwaltungsjurist und Landrat
- Breuer, Werner (1833–1911), deutscher Gutsbesitzer und Politiker
- Breuer, Wilhelm (1898–1975), deutscher Politiker der CDU
- Breuer, Willi (* 1954), deutscher Fußballtrainer
- Breuer, Willy (1903–1969), deutscher Sänger, Karnevalist und Büttenredner
- Breuer, Wolfgang (* 1944), deutscher Fußballspieler
- Breuer, Wolfgang (* 1962), deutscher Versicherungsmanager und -verbandsfunktionär
- Breuer, Wolfgang (* 1966), deutscher Wirtschaftswissenschaftler
- Breuer-Weber, Berti (1911–1989), deutsche Autorin und Grafikerin
- Breuers, Dieter (1935–2015), deutscher Journalist und Schriftsteller

### Breug
- Breugst, Michael (* 1972), deutscher Musikwissenschaftler, Musikdramaturg und Rundfunkredakteur

### Breuh
- Breuhaus de Groot, Frans (1796–1875), niederländischer Marinemaler, Radierer und Lithograf
- Breuhaus de Groot, Frans Arnold (1824–1872), niederländischer Marinemaler, Radierer und Lithograf
- Breuhaus de Groot, Fritz August (1883–1960), deutscher Architekt und Designer

### Breui
- Breuil, Christophe, französischer Mathematiker
- Breuil, Henri (1877–1961), französischer Prähistoriker
- Breuillard, Emmanuel (* 1977), französischer Mathematiker
- Breuilly, John (* 1946), britischer Historiker
- Breuing, Klaus (1951–2021), deutscher Puppenspieler, Puppengestalter und Autor
- Breuing, Stephan (* 1985), deutscher Kanute

### Breuk
- Breukelen, Hans van (* 1956), niederländischer FußballtorhüterHans van Breukelen (* 1956)

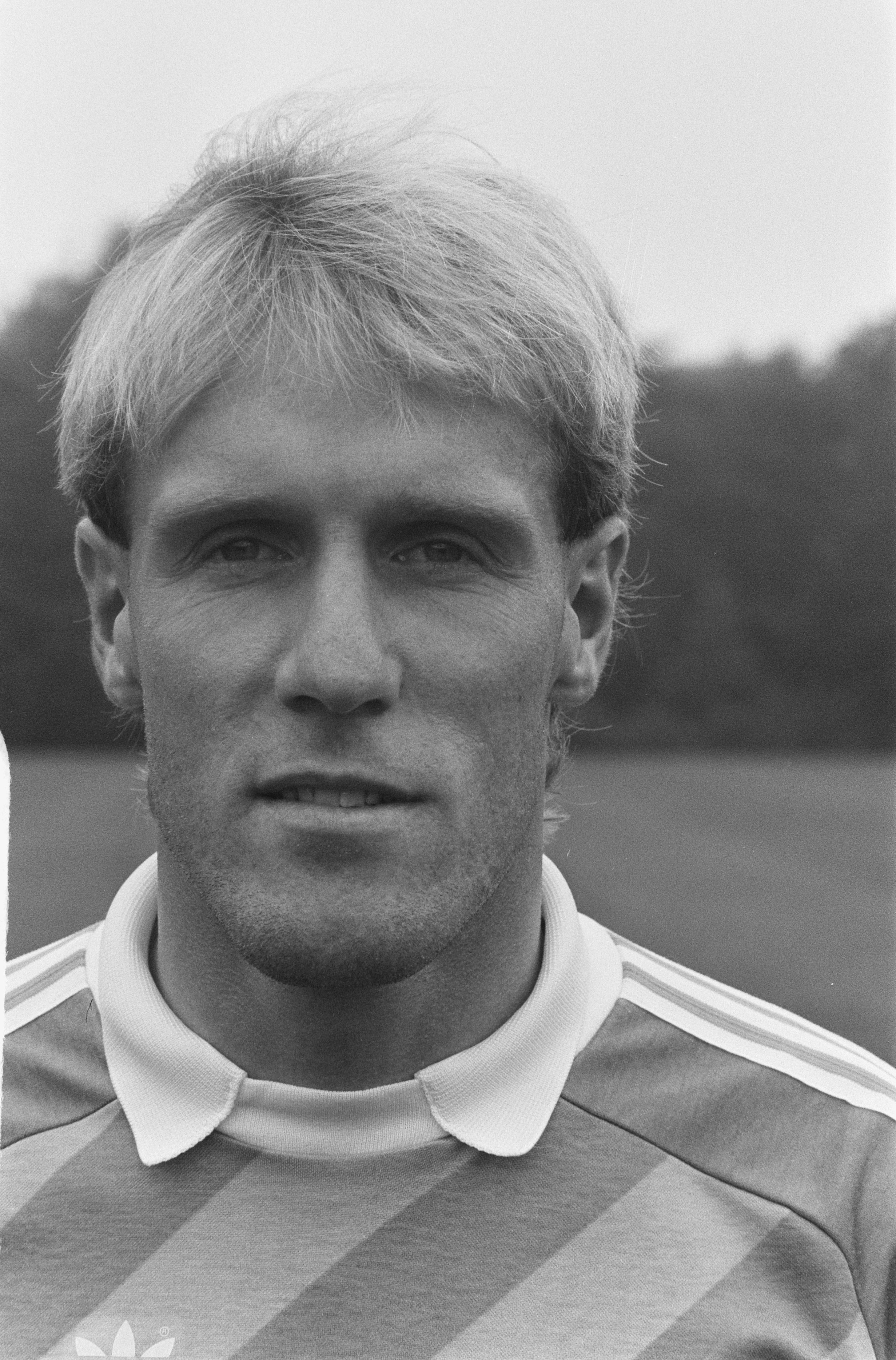
Hans van Breukelen (* 1956)

- Breukelman, Frans Hendrik (1916–1993), niederländischer reformierter Theologe, Pfarrer und Theologieprofessor in Amsterdam
- Breuker, Georg (1876–1964), deutscher Schriftsteller
- Breuker, Johann (1817–1885), deutscher Bauer, Sozialreformer, Gründungsmitglied des Westfälischen Bauernvereins sowie Redakteur des Verbandsorgans
- Breuker, Karl-Heinz (1939–2012), deutscher Mediziner
- Breuker, Willem (1944–2010), niederländischer Jazzmusiker (Klarinette, Saxofon) Komponist und Bandleader
- Breukers, Tim (* 1987), niederländischer Fußballspieler
- Breukhoven, Connie (* 1951), niederländische Sängerin
- Breukink, Adriana (1957–2022), niederländische Blockflötistin und Holzblasinstrumentenbauerin
- Breukink, Erik (* 1964), niederländischer Radsportler
- Breukink, Wim (1923–2013), niederländischer Unternehmer, Radsport- und Tennisfunktionär

### Breul
- Breul, Elisabeth (1930–2016), deutsche Opernsängerin (Sopran) und Gesangspädagogin
- Breul, Heinrich (1889–1941), deutscher Landschaftsmaler und Lithograf
- Breul, Johann Heinrich (1734–1783), deutscher Komponist, Organist und Musikdirektor
- Breul, Martin (* 1986), deutscher katholischer Theologe
- Breul, Wolfgang (* 1960), deutscher evangelischer Theologe und Hochschullehrer
- Breuls, Jacob (1749–1803), Bremer Jurist, Senator und Bürgermeister
- Breuls, Ruud (* 1962), niederländischer Jazzmusiker (Trompete, Flügelhorn)

### Breum
- Breum, Jakob (* 2003), dänischer Fußballspieler
- Breum, Morten (* 1982), dänischer EDM-DJ und MusikproduzentMorten Breum (* 1982)

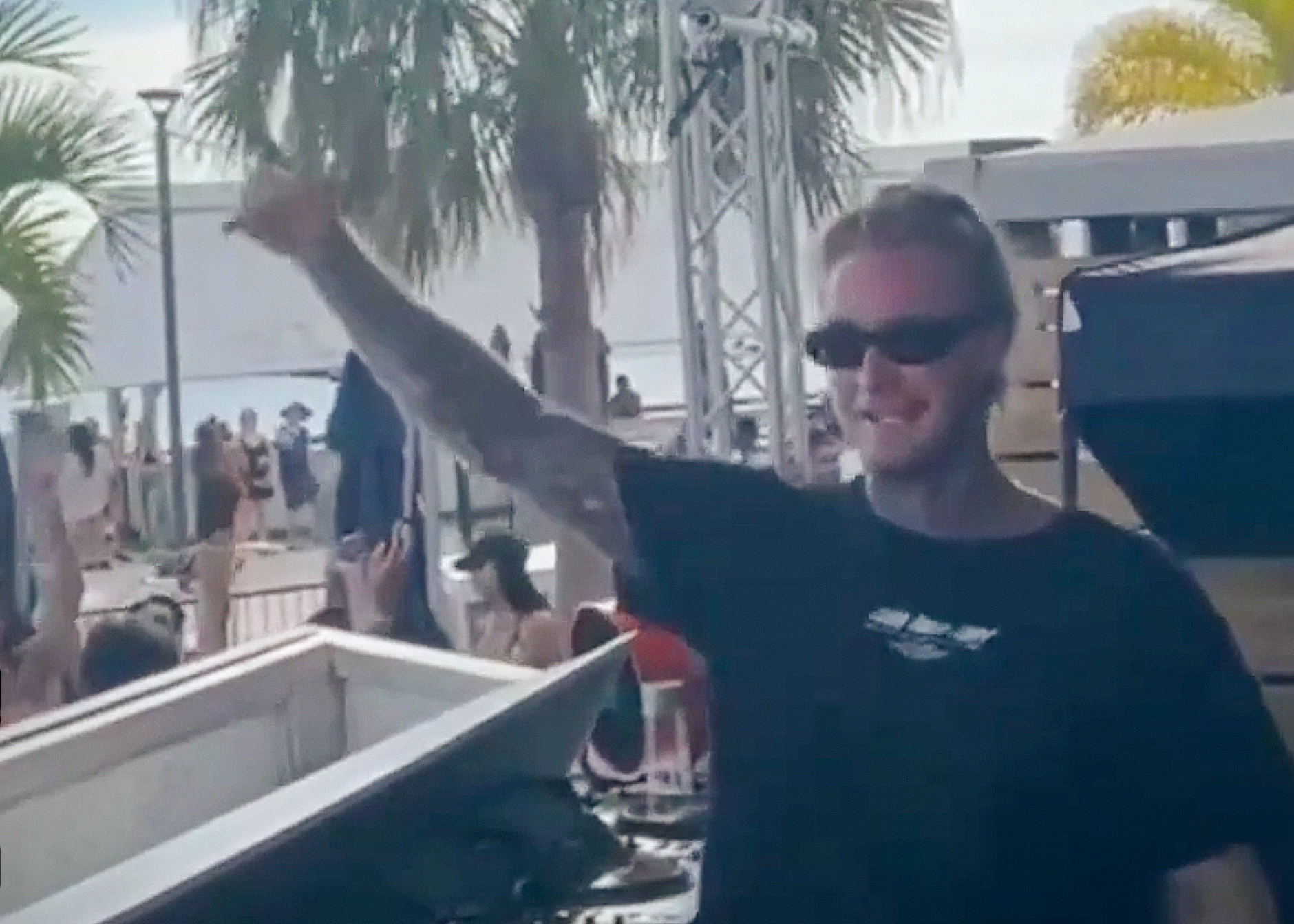
Morten Breum (* 1982)

- Breumair, Anton (1927–2012), deutscher Tischtennisspieler

### Breun
- Breuner, Anton Ernst von (1724–1789), deutscher Prälat
- Breuner, Franz Xaver von (1723–1797), Passauer Offizial für das Land unter der Enns; von Fürstbischof von Lavant, Domdekan von Salzburg, Fürstbischof von Chiemsee
- Breuner, Johann Joseph von (1641–1710), Erzbischof von Prag, vorher Weihbischof in Olmütz
- Breuner, Karl Adam Anton von (1689–1777), Adeliger, Oberster Justizpräsident, Landeshauptmann der Steiermark, innerösterreichischer Hofkammerpräsident
- Breuner, Karl Thomas Franz von (1719–1800), österreichischer Adeliger, Präsident der innerösterreichischen Regierung, Appellationspräsident von Innerösterreich und Landeshauptmann der Steiermark
- Breuner, Karl Wichard von (1656–1729), Adeliger, Landeshauptmann der Steiermark, innerösterreichischer Hofkammerpräsident
- Breuner, Philipp Friedrich von (1597–1669), katholischer Bischof der Diözese Wien
- Breuner, Philipp Friedrich von (1601–1638), österreichischer Feldzeugmeister, Kämmerer Wallensteins und Oberst eines Regiments zu Fuß („Jung-Breuner“)
- Breuner, Philipp von († 1556), österreichischer Adliger und niederösterreichischer Beamter
- Breuner, Seyfried Christoph von (1569–1651), österreichischer Graf, Ratgeber dreier Kaiser
- Breuner, Seyfried von (1538–1594), österreichischer Adliger und Beamter
- Breuner, Wenzel Siegfried von (1670–1716), österreichischer Feldmarschalleutnant
- Breuner-Enckevoirt, August (1796–1877), österreichischer Adliger, Gutsbesitzer, Beamter und Politiker, Landtagsabgeordneter
- Breunig, Bernhard (1724–1797), deutscher Benediktinerabt
- Breunig, Bob (* 1953), US-amerikanischer American-Football-Spieler
- Breunig, Bonaventura (1905–1979), deutscher Missionar in Afrika aus dem Benediktinerorden
- Breunig, Christian (* 1974), deutscher Politikwissenschaftler
- Breunig, Fredi (* 1959), deutscher Kabarettist, Glossist und Mundart-Autor
- Breunig, Georg von (1855–1933), deutscher Finanzbeamter und Politiker
- Breunig, Johann Adam († 1727), deutscher Baumeister und Architekt
- Breunig, Johann Michael (1699–1755), deutscher Komponist des Spätbarock
- Breunig, Lorenz (1882–1945), deutscher Politiker (SPD, USPD), MdR
- Breunig, Louis (* 2003), deutscher Fußballspieler
- Breunig, Martin (* 1992), deutsch-thailändier Basketballspieler
- Breunig, Max (1888–1961), deutscher Fußballspieler
- Breunig, Maximilian (* 2000), deutscher Fußballspieler
- Breunig, Peter (* 1952), deutscher Prähistoriker
- Breunig, Werner (* 1956), deutscher Politikwissenschaftler
- Breuning, Carl von (1808–1886), deutscher Jurist und Politiker
- Breuning, Christian Heinrich (1719–1780), deutscher Rechtswissenschaftler
- Breuning, Else (1905–1999), deutsche Theologin und Pfarrerin
- Breuning, Erich Alfred (1897–1978), deutscher Marineoffizier, zuletzt Konteradmiral der Kriegsmarine im Zweiten Weltkrieg
- Breuning, Georg Ludwig von (1750–1814), württembergischer Oberamtmann
- Breuning, Gerhard von (1813–1892), österreichischer Arzt
- Breuning, Gustav (1828–1902), deutscher Landschaftsmaler
- Breuning, Helene von (1750–1838), frühe Förderin Ludwig van Beethovens
- Breuning, Johann Heinrich (1650–1686), württembergischer evangelischer Theologe und Hochschullehrer
- Breuning, Konrad († 1517), Vogt von Tübingen
- Breuning, Konstanze von (1846–1914), österreichische Malerin
- Breuning, Marjoke (* 1971), Stuttgarter Unternehmerin
- Breuning, Maximilian von (1854–1909), preußischer Offizier, Verwaltungsbeamter und Landrat
- Breuning, Olaf (* 1970), Schweizer Künstler
- Breuning, Sebastian († 1516), Vogt von Weinsberg
- Breuning, Sebastian (1552–1618), deutscher Geistlicher
- Breuning, Stephan von (1774–1827), deutscher Librettist
- Breuning, Stephan von (1894–1983), österreichischer Insektenkundler
- Breuning, Wilhelm (1920–2016), katholischer Theologe und Autor
- Breuninger, Alfred (1884–1947), deutscher Einzelhandels-Unternehmer
- Breuninger, Barbara († 1609), Opfer der Hexenverfolgung in Sindelfingen
- Breuninger, Eduard (1854–1932), deutscher Kaufmann und Einzelhandels-UnternehmerEduard Breuninger (1854–1932)

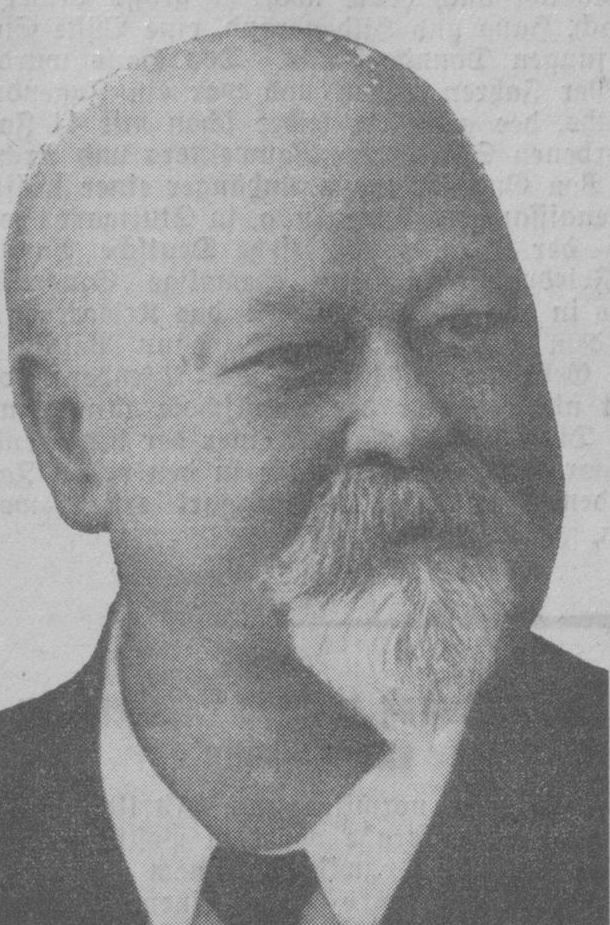
Eduard Breuninger (1854–1932)

- Breuninger, Friedrich (1794–1880), deutscher Apotheker und Unternehmer
- Breuninger, Helga (* 1947), deutsche Psychologin, Unternehmensberaterin und Stifterin
- Breuninger, Klaus (* 1961), deutscher Dirigent
- Breuninger, Renate (* 1956), deutsche Philosophin
- Breunung, Ferdinand (1830–1883), deutscher Pianist, Organist, Dirigent und Musikdirektor in Aachen

### Breur
- Breur, Aat (1913–2002), niederländische Zeichnerin und Widerstandskämpferin
- Breur, Jan (1951–2010), niederländischer Radrennfahrer
- Breurather, Josef (1926–2016), österreichischer Politiker (SPÖ), oberösterreichischer Landtagsabgeordneter

### Breus
- Breus, Carl (1852–1914), österreichischer Gynäkologe und Geburtshelfer
- Breus, Serhij (* 1983), ukrainischer Schwimmer
- Breusch, Friedrich Ludwig (1903–1983), deutscher Chemiker
- Breusing, Alfred (1853–1914), deutscher Marineoffizier, zuletzt Vizeadmiral der Kaiserlichen Marine; charakterisierter Admiral
- Breusing, Arthur (1818–1892), deutscher Navigationslehrer, MdBB
- Breusing, Carl Theodor (1789–1867), deutscher Kaufmann, Bankier und Politiker
- Breusing, Georg (1820–1882), Oberzollinspektor in Emden, Initiator der professionellen Seerettung
- Breusing, Ima (1886–1968), deutsche Malerin und Grafikerin
- Breusing, Karl (1853–1932), Baubeamter und Ministerialdirektor.
- Breusing, Rolf (1910–2004), deutscher Kommunalpolitiker (NSDAP), Landrat des Kreises Stormarn
- Breuskin, Raoul (1918–2003), belgischer Radrennfahrer
- Breuss, Andreas (* 1961), österreichischer Holz- und Lehmbauplaner und Hochschullehrer
- Breuss, Fritz (* 1944), österreichischer Volkswirt
- Breuss, Markus (* 1956), Schweizer Jazz- und Improvisationsmusiker (Trompete, Elektronik, Komposition)
- Breuß, Markus (* 1988), österreichischer Fußballtorwart und Torwarttrainer
- Breuß, Renate (* 1956), österreichische Kunsthistorikerin
- Breuß, Rudolf (1899–1990), österreichischer Heilpraktiker
- Breuss, Susanne (* 1963), österreichische Kuratorin, Kulturhistorikerin und Hochschullehrerin
- Breuste, Hans-Jürgen (1933–2012), deutscher Bildhauer
- Breuste, Jürgen (* 1956), deutscher Stadtökologe und Geograph
- Breustedt, Hans Joachim (1901–1984), deutscher Maler und Grafiker
- Breustedt, Jan (* 1991), deutscher Schauspieler und Hörspielsprecher
- Breustedt, Monika (* 1945), deutsche Malerin, Zeichnerin, Fotografin und Objektkünstlerin
- Breustedt, Otis (* 1995), deutscher Fußballspieler
- Breustedt, Thomas (* 1959), deutscher Journalist, Staatssekretär und Sprecher der nordrhein-westfälischen Landesregierung

### Breut
- Breut, Françoiz (* 1969), französische Sängerin und Illustratorin
- Breutigam, Martin (* 1965), deutscher Schachspieler und -journalist
- Breutner, Richard (* 1979), deutscher Fechter

### Breuz
- Breuzé, Corinne (* 1959), französische Diplomatin